# Ryszard Bukowski
Ryszard Bukowski (ur. 2 stycznia 1916 w Cieszkowach, zm. 19 maja 1987 we Wrocławiu) – polski kompozytor, pedagog i krytyk muzyczny.

## Życiorys
Ryszard Bukowski był jedynym dzieckiem Stefana Bukowskiego h. Ossorya (1878–1929) i Marii Harriet (Molly) z d. Schulze (1883–1970). Oboje rodzice byli czynnymi artystami plastykami; specjalnością Molly były portrety oraz ilustracje książkowe, Stefana zaś pejzaże. Wieś Cieszkowy w powiecie pińczowskim była także miejscem urodzenia innego znanego artysty, malarza i scenografa Karola Frycza. Nieistniejący już dwór cieszkowski, własność rodzinna, był zarządzany przez najstarszego z braci Stefana, Karola Bukowskiego, a Stefan i Molly spędzili tam Boże Narodzenie i Nowy Rok 1915/1916, stąd miejsce urodzenia późniejszego kompozytora, którego dzieciństwo i młodość upłynęły w Warszawie. Rodzice mieszkali stale w stolicy; Stefan, a po jego śmierci Molly, uczyli w Państwowym Gimnazjum Żeńskim im. Emilii Plater i brali udział w życiu artystycznym miasta. W Warszawie Ryszard przeżył też okres wojny i okupacji niemieckiej. Po krótkim pobycie w Katowicach w latach 1945–1948 przeprowadził się wraz z żoną Blanką do Wrocławia, gdzie mieszkał do końca życia. Na frontonie kamienicy przy ul. Konstantego Damrota 1 znajduje się tablica pamiątkowa.
Był żonaty pięciokrotnie: zawodowo z muzyką związane były wszystkie żony z wyjątkiem drugiej. Marina, Blanka (2. voto Biskupska) i Maria Magdalena to pianistki, Halina była pedagogiem.

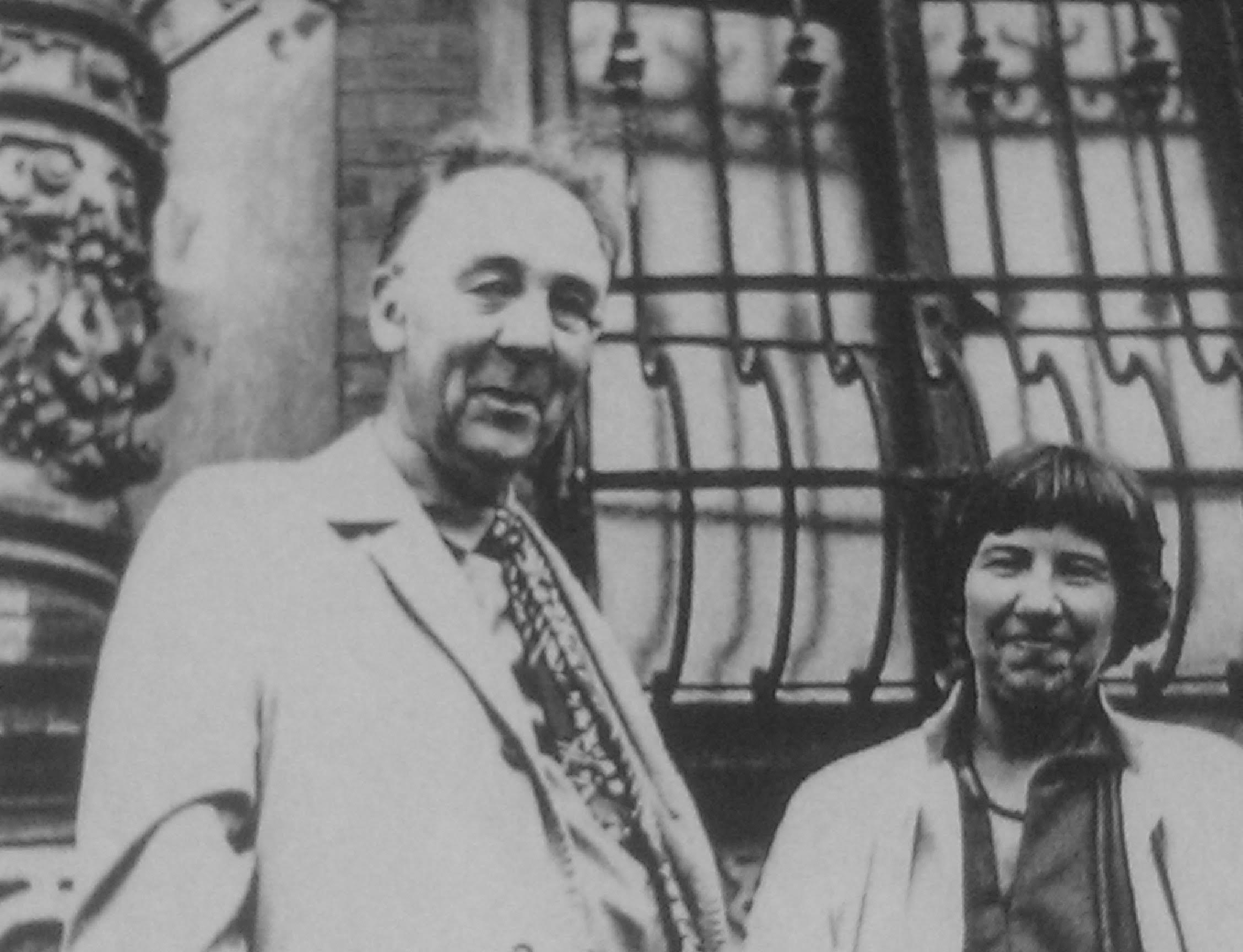
Ryszard Bukowski z małżonką Marią Magdaleną Janowską-Bukowską

Pochowany na Cmentarzu św. Wawrzyńca we Wrocławiu. 

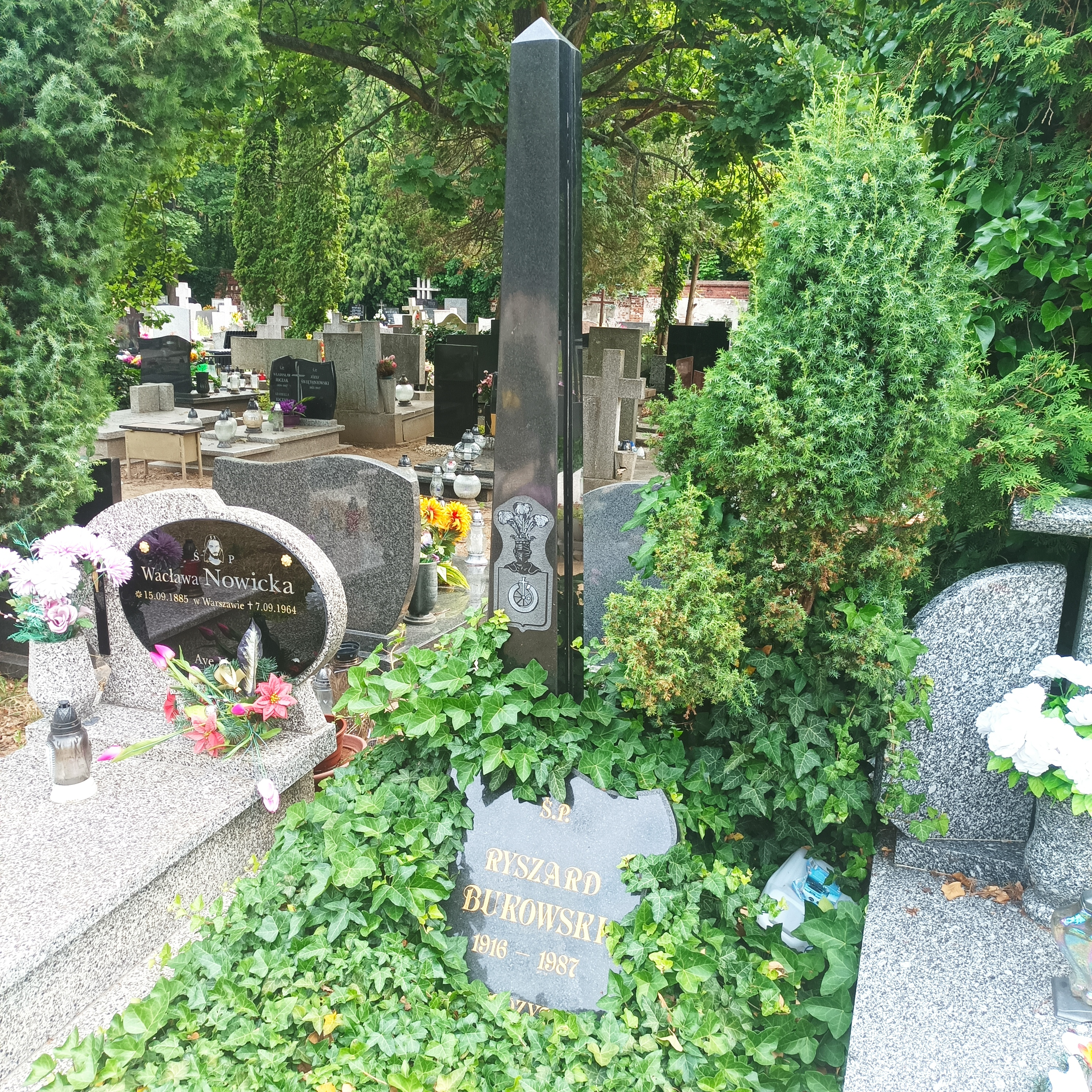
Grób Ryszarda Bukowskiego na cmentarzu św. Wawrzyńca we Wrocławiu

## Edukacja
Ukończył Państwowe Gimnazjum i Liceum im. Adama Mickiewicza w Warszawie, dzisiejsze IV LO, którego absolwentami byli także m.in. Bolesław Leśmian, Jan Lechoń, Władysław Broniewski, Miron Białoszewski, Jan Białostocki, Władysław Marconi, Jan Świderski (zaprzyjaźniony z kompozytorem), Magdalena Zawadzka, Edward Dziewoński, Ryszard Matuszewski i Kornel Morawiecki. Maturę zdał w roku 1935. W latach 1932–1939 uczęszczał do warszawskiego Państwowego Konserwatorium Muzycznego, uzyskując dyplom z kompozycji i teorii. Jego nauczycielem kompozycji był Kazimierz Sikorski. Wśród jego preceptorów byli także kompozytor Witold Maliszewski oraz kompozytorka i historyk muzyki Helena Dorabialska.

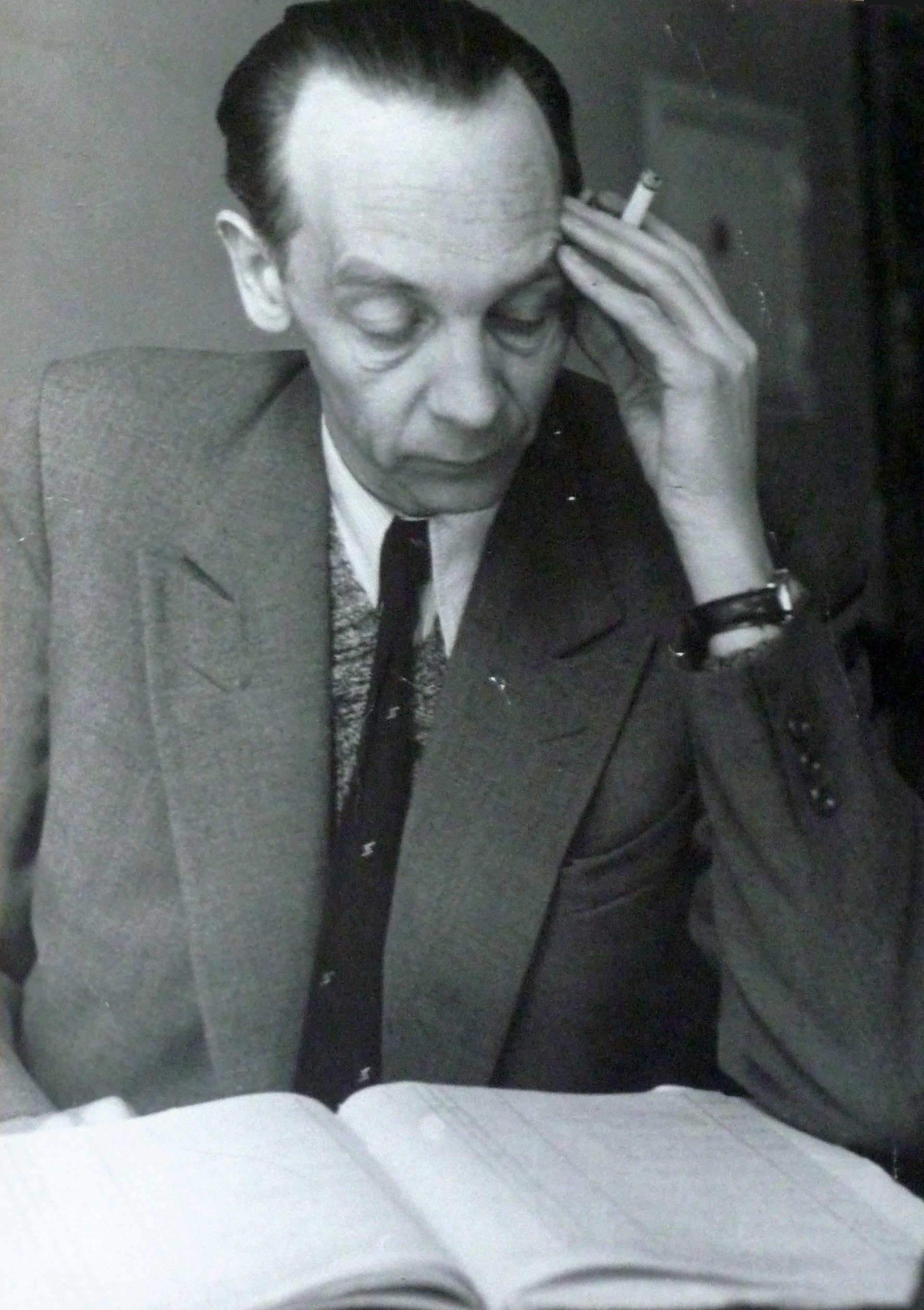
Kompozytor przy pracy

## Działalność pedagogiczna
Nauczanie uprawiał przez całe dorosłe życie, począwszy od prywatnych lekcji i korepetycji muzyki w Warszawie w okresie okupacji niemieckiej. Po wojnie w Katowicach w latach 1945–1947 uczył przedmiotów teoretycznych w Państwowym Liceum Muzycznym oraz w PWSM (dzisiejszej Akademii Muzycznej im. Karola Szymanowskiego). Uczył także języka angielskiego, władając nim od dzieciństwa dzięki matce, rodowitej Angielce. W roku szkolnym 1947–1948 nauczał w Państwowej Szkole Muzycznej im. M. Karłowicza. Po przeprowadzce do Wrocławia w roku 1948 objął dyrekcję Szkoły Umuzykalniającej im. Stanisława Moniuszki przy Podwalu 68. Kierował nią także po upaństwowieniu w październiku 1951 r. jako Państwowej Średniej Szkoły Muzycznej. Dzisiaj, jako Państwowa Szkoła Muzyczna II Stopnia, szkoła ta nosi jego imię.
W średniej szkole muzycznej wykładał m.in. formy muzyczne i harmonię specjalną. W Państwowej Wyższej Szkole Muzycznej (obecnej Akademii Muzycznej im. Karola Lipińskiego), która była jego głównym miejscem zatrudnienia, wykładał – oprócz kompozycji – kontrapunkt, analizę dzieła muzycznego, naukę o stylach, harmonię specjalną, seminarium krytyki i prelekcji i inne przedmioty. W latach 1965–1968 pełnił funkcję dziekana Wydziału Wychowania Muzycznego, w latach 1972–1975 – Wydziału Instrumentalnego, zaś w latach 1975–1978 – Wydziału Kompozycji, Dyrygentury i Teorii Muzyki.
Studia kompozytorskie pod jego kierunkiem ukończyli: Jan Antoni Wichrowski (1972), Anna Jastrzębska (1975) i Andrzej Tuchowski (1983). Kompozycję studiowali u niego także Rafał Augustyn (1971–1974, później absolwent PWSM w Katowicach w klasie Henryka Mikołaja Góreckiego) i Piotr Drożdżewski (1971–1974, później absolwent wrocławskiej PWSM w klasie Leszka Wisłockiego). Małgorzata Panek rozpoczęła w roku 1986 studia kompozytorskie, przerwane wskutek śmierci profesora; ukończyła je również w klasie L. Wisłockiego.
Pod jego kierunkiem powstało 30 prac magisterskich z zakresu teorii muzyki; autorami ich były m.in. publicystki Ewa Kofin i Beata Smolińska oraz teoretyczka muzyki Anna Granat-Janki. Szerokie spektrum przedmiotów praktycznych i teoretycznych sprawiło, że do jego uczniów zalicza się duże grono studentów wrocławskiej Akademii.
Jest autorem podręcznika Metodyka nauczania form muzycznych.

## Działalność społeczna
Od r. 1948 był członkiem Związku Kompozytorów Polskich. Pełnił rozmaite funkcje we władzach Oddziału Wrocławskiego ZKP, w tym dwukrotnie prezesurę (1959–1969 i 1986–1987). Należał – wraz z Radomirem Reszke i Tadeuszem Natansonem – do inicjatorów Festiwalu Muzyki Kompozytorów Ziem Zachodnich, późniejszego Festiwalu Polskiej Muzyki Współczesnej „Musica Polonica Nova“, organizowanego do dzisiaj.

## Publicystyka
Działalnością recenzencką zajmował się od czasów katowickich, współpracując wówczas z prasą lokalną. Od lat 50. do końca życia był stałym recenzentem dzienników wrocławskich: kolejno Słowa Polskiego, Gazety Robotniczej i Wieczoru Wrocławia; tę kolumnę recenzencką dzieliła z nim, i przejęła później, żona Maria Magdalena. Regularnie publikował także recenzje we wrocławskim tygodniku Wiadomości (we wczesnych latach 80.). Krótką serię relacji ogłosił w miesięczniku Odra, zaś kilka tekstów w katowickim piśmie Tak i Nie. Był również autorem komentarzy programowych festiwalu Wratislavia Cantans w roku 1972.

## Twórczość literacka
W różnych okresach życia uprawiał poezję; z lat międzywojennych pochodzi nieopublikowany, młodopolski w stylu zbiór dedykowany pierwszej żonie, zatytułowany Wiersze różne. Nakładem Ośrodka Teatru Otwartego „Kalambur“ we Wrocławiu w 1991 r. ukazał się tomik ze wstępem Stanisława Srokowskiego i grafiką okładkową Eugeniusza Geta-Stankiewicza, zawierający wybór z cyklów lirycznych z lat późniejszych. Jest to jak dotąd (2021) jedyna publikacja jego dorobku poetyckiego.

## Twórczość muzyczna
Ryszard Bukowski większość tradycyjnych gatunków muzycznych – solowych, kameralnych, orkiestrowych, chóralnych i scenicznych – uprawiał przez całe życie. Układają się one w charakterystyczne sekwencje: symfonii, form koncertujących, cyklów wokalnych z orkiestrą i lub zespołami kameralnymi, cyklów chóralnych, kwartetów smyczkowych, sonat fortepianowych. Formy symfoniczne i koncertowe dominują w latach siedemdziesiątych, kwartety smyczkowe – osiemdziesiątych. Główny korpus sonat fortepianowych (II-VIII) mieści się w latach 1974–1977.
Regularnie powracał do form kantatowych. W latach 50. powstała Moja pieśń wieczorna z tekstem Jana Kasprowicza; natomiast jako jeden z nielicznych polskich kompozytorów nie uprawiał wówczas formy pieśni masowej ani okolicznościowej kantaty. W latach 60. powstały Metamorfozy z tekstami Owidiusza i Westerplatte do słów różnych autorów.
Z lat 70. i 80. pochodzi dyptyk pasji (wg św. Mateusza i Marka) poprzedzony świecką, ale quasi-sakralną kompozycją Missa profana. W zbliżonych latach powstają oryginalne formy poetycko-muzyczne, zwłaszcza nie wykonane do dzisiaj (2021) utwory z tekstami Tadeusza Różewicza: Non-stop shows i Spotkania w czasie.
W muzyce wokalnej korzystał przede wszystkim z tekstów polskich poetów: Jana Kasprowicza, K. I. Gałczyńskiego, Władysława Broniewskiego, Leopolda Staffa, Tadeusza Zelenaya i Stanisława Jerzego Leca. Kilkakrotnie wykorzystał wiersze Tadeusza Różewicza i Tymoteusza Karpowicza. Librettem Mszy świeckiej jest poemat Stanisława Srokowskiego. Z literatur obcych sięgał – poza biblijną i antyczną łaciną i jej polskimi przekładami – do języka angielskiego: poezji T. S. Eliota i Stephena Crane’a.

## Muzyka sceniczna
Współpracował (zwłaszcza w latach pięćdziesiątych i sześćdziesiątych) z teatrami wrocławskimi (Polskim, Współczesnym i Teatrem Lalek) jako autor muzyki do przedstawień w reżyserii m.in. Edmunda Wiercińskiego, Kazimierza Kutza, Szymona Szurmieja, Jakuba Rotbauma, Andrzeja Witkowskiego, Haliny Dzieduszyckiej i Wiesława Hejny.
Katalog autonomicznych dzieł muzyczno-teatralnych obejmuje cztery pozycje: operę Pierścień Wielkiej Damy (konsekwentnie przez kompozytora określaną jako „dramat muzyczny”) i trzy balety: Maski, Kariera i Antygona. Scenariusz pierwszych dwóch opracował kompozytor, ostatniego – choreograf Włodzimierz Traczewski.
Jedyną jego partyturą filmową jest muzyka do historycznego obrazu Jana Batorego i Henryka Hechtopfa Podhale w ogniu (1955).

## Idiom stylistyczny
Język muzyczny Bukowskiego jest dość łatwo rozpoznawalny, trudniejsze jest zakwalifikowanie jego do konkretnych tendencji. Zakorzeniona w neostylistycznych prądach połowy XX wieku, z oszczędnie wprowadzanymi elementami techniki serialnej i – marginalnie – sonorystycznej, prosta fakturalnie i rytmicznie, zarazem o mozaikowej dramaturgii, muzyka ta stanowi zjawisko odrębne i wymagające dokładniejszego rozpoznania. W opracowaniach teoretycznych podkreśla się istotny udział polifonii; wskazują na to liczne przykłady techniki fugowanej. Jednakże w istocie w muzyce tej dominują formy recytatywne, w zasadzie jednoplanowe, i technika montażu zróżnicowanych epizodów.
Dotychczasowe prace analityczne należy traktować jako wstęp do dalszych badań.

## Recepcja
Podstawowym miejscem prezentacji kompozycji był Wrocław, w tym jego prestiżowe festiwale: Wratislavia Cantans, gdzie swoje premiery miały obie pasje oraz Missa profana i wykonana pośmiertnie VII Symfonia, a przede wszystkim Festiwal Polskiej Muzyki Współczesnej (dzisiaj Musica Polonica Nova). Na „Warszawskiej Jesieni” 1984 Kwartet Wilanowski dokonał prawykonania III Kwartetu smyczkowego.
Jego utwory wykonywały m.in. orkiestry Filharmonii Wrocławskiej, Śląskiej, Krakowskiej, Łódzkiej, Opolskiej, a ostatnio także Filharmonii Świętokrzyskiej, oraz Orkiestra Kameralna „Leopoldinum”. Dzieła sceniczne wystawiała Opera Wrocławska.
Dyrygowali: Andrzej Markowski, Tadeusz Strugała, Marek Pijarowski, Jacek Kaspszyk, Mieczysław Gawroński, Tadeusz Zathey, Marek Tracz, Karol Stryja, Krzysztof Missona, Jerzy Salwarowski, Oldřich Pipek, Jacek Rogala, a także chórmistrze Edmund Kajdasz i Stanisław Krukowski.
Wśród solistów szczególnie okazała jest grupa wokalistów, m.in.: Stefania Woytowicz, Delfina Ambroziak, Krystyna Szczepańska, Jadwiga Rappé, Henryka Januszewska, Halina Słoniowska, Barbara Figas, Bożena Betley, Pola Lipińska, Agata Młynarska, Ewa Vesin; Andrzej Hiolski, Henryk Grychnik, Piotr Kusiewicz, Jerzy Mechliński, Florian Skulski i in. Znamienny udział w propagowaniu muzyki męża ma Maria Magdalena Janowska-Bukowska, m.in. wykonawczyni koncertów fortepianowych i większości sonat.
W latach 1992–2001 odbywały się we Wrocławiu Dni Muzyki Ryszarda Bukowskiego, zainicjowane i kierowane przez żonę Marię Magdalenę, z udziałem głównie studentów akademii muzycznych. Dzieła patrona stanowiły jednak niewielką część repertuaru.
Recepcja zagraniczna jest ograniczona; odnotować należy wykonanie IV Symjonii w czeskich Pardubicach oraz nagranie Mazowsza na płycie Supraphonu.

## Ordery i odznaczenia
- Krzyż Kawalerski Orderu Odrodzenia Polski
- Złoty Krzyż Zasługi
- Medal Komisji Edukacji Narodowej
- Odznaka „Zasłużony Działacz Kultury”
- Odznaka „Zasłużony dla Wrocławia i Województwa Wrocławskiego”[9]

## Nagrody i wyróżnienia
Za swoją twórczość kompozytorską oraz działalność pedagogiczną, publicystyczną i społeczną otrzymał wiele nagród i wyróżnień, m.in.:
- 1966 – Konkurs „Opolska Wiosna Muzyczna” – II nagroda za Muzykę w 5 częściach na orkiestrę
- 1968 – Konkurs „Opolska Wiosna Muzyczna” – wyróżnienie za Etiudę na orkiestrę
- 1969 – Konkurs im. Stanisława Wiechowicza Festiwalu Pieśni Chóralnej w Międzyzdrojach – II nagroda za tryptyk Twarz trzecia na chór mieszany
- 1971 – I Ogólnopolski Konkurs Kompozytorski im. Feliksa Nowowiejskiego w Gnieźnie – III nagroda za Pieśń kociłapciów na chór chłopięcy

Jest laureatem Nagrody miasta Wrocławia oraz dwukrotnie Nagrody Ministra Kultury i Sztuki (1967, 1971).

## Kompozycje
- Preludium, Chorał i Fuga na fortepian (lub organy) lub na smyczki (1934–1935)
- Tryptyk na harfę solo (1952–1955)
- Moja pieśń wieczorna – kantata na alt solo, chór mieszany i orkiestrę (1953)
- Kwartet smyczkowy nr 1 (1953)
- Uwertura „Rok 1939” na orkiestrę (1954)
- Sonatina na rożek angielski i fortepian (1954)
- Koncert szkolny na fortepian i orkiestrę (1955)
- Uwertura „Zawisza Czarny” na orkiestrę (1958)
- Maski balet w 1 akcie (1958–1959)
- Trzy dialogi serialne na orkiestrę (1960)
- Sonata na fortepian nr 1 (1961–1964)
- Interludia przed nocą na sopran i orkiestra i symfoniczna (1961)
- Serenada na smyczki (1962)
- Piętnaście fragmentów na orkiestrę (1962)
- Koncert na harfę i orkiestrę (1963)
- Uwertura francuska na orkiestrę smyczkową (1963–1965)
- Inwokacje na sopran, rożek angielski, harfę, perkusję i fortepian (1963)
- Muzyka w 5 częściach na orkiestrę (1966)
- Music for Orchestra – Symfonia nr 1 (1968)
- Muzyka na fortepian i orkiestrę – Koncert fortepianowy nr 1 (1969)
- Metamorfozy – kantata na głosy solowe, chór żeński i orkiestrę (1968)
- Etiuda symfoniczna (1968)
- Wariacje w stylu klasycznym na chór żeński (1968)
- Kamienna muzyka – tryptyk na chór mieszany (1969)
- Twarz trzecia – tryptyk na chór mieszany * (1969)
- Westerplatte – kantata na sopran, baryton, narratora, chór żeński, recytujący chór męski i orkiestrę symfoniczną (1969)
- Sinfonietta w stylu klasycznym na orkiestrę (1969)
- Tryptyk na chór męski (1969)
- Koncert podwójny na obój, klarnet i orkiestrę (1970)
- Non-stop Shows – recytatyw na alt i baryton solo, komentatora, 3 chóry i orkiestrę symfoniczną (1970)
- Koncert na dwie orkiestry smyczkowe i perkusję – Symfonia nr 2 (1971)
- Koncert na trąbkę, jazzową sekcję rytmiczną i orkiestrę (1971)
- Mazowsze – kantata na chór mieszany a cappella* (1971)
- Koty kociłapcie na chór chłopięcy (1971)
- Muzyka na orkiestrę – Symfonia nr 3 (1972)
- Koncert potrójny na trąbkę, kotły, fortepian i orkiestrę (1972)
- Sacro-song na baryton, recytatora, chór męski i orkiestrę kameralną (1972)
- Pierścień wielkiej damy – dramat muzyczny w 3 aktach (1972–1973)
- Symfonia nr 4 „Choreograficzna” (1972)
- Concertino na fortepian, orkiestrę smyczkową i perkusję (1972)
- Koncert na dwa fortepiany, perkusję i smyczki (1974)
- Sonata na fortepian nr 2 (1974)
- Sonata na fortepian nr 3 (1974)
- Liryki na mezzosopran lub baryton i 13 instrumentów (1975)
- Sonata na fortepian nr 4 (1975)
- Sześć miniatur na orkiestrę (1976)
- Symfonia nr 5 na bas solo i orkiestrę symfoniczną (1976)
- Sonata na fortepian nr 5 (1976)
- Capriccio na sopran i orkiestrę (1977)
- Pięć pieśni na bas i fortepian (1977)
- Pięć miniatur na fortepian (1977)
- Sonata na fortepian nr 6 (1978)
- Kariera – balet-pantomima (1978)
- Missa profana na głosy, recytatora, chór mieszany i orkiestrę (1978)
- Szkice symfoniczne na orkiestrę (1978)
- Uwertura koncertowa na orkiestrę (1978)
- Kwintet dęty nr 2 (1978)
- Sonata na fortepian nr 7 (1979)
- Passio et Mors Domini Nostri Jesu Christi secundum Mattheum na solistów, chór i orkiestrę (1979)
- Kwartet smyczkowy nr 2 (1980)
- Passio et Mors Domini Nostri Jesu Christi secundum Marcum na solistów, chór mieszany i orkiestrę (1980–1981)
- Koncert na fortepian i orkiestrę nr 2 (1980–1982)
- Spotkania w czasie na chór mieszany i orkiestrę (1980–1983)
- Fresk symfoniczny na orkiestrę (1982)
- Wyjście z mroku na sopran i kwartet smyczkowy (1982)
- Sonata na fortepian nr 8 (1982)
- Symfonia nr 6 „Brevis” na orkiestrę smyczkową (1982)
- Z głębi cienia na sopran i kwartet smyczkowy (1982)
- Kwartet smyczkowy nr 3 (1983)
- Kwartet smyczkowy nr 4 (1983)
- Sonata na fortepian nr 9 (1983)
- Sonata na skrzypce i fortepian nr 1 (1983–1984)
- Antygona – dramat choreograficzny (1984)
- Psalm 129 na sopran i organy (1984)
- Sonata na wiolonczelę i fortepian (1984)
- Kopciuszek – bajka na fortepian (1984)
- Kwartet smyczkowy nr 5 (1984–1985)
- Sonata na fortepian nr 10 (1985)
- Trzy nokturny na fortepian solo lub na fortepian i orkiestrę (1985)
- Pieśń nad pieśniami na sopran, flet i fortepian (1985)
- Sonata na klarnet i fortepian (1986)
- Sonata na klarnet i kwartet smyczkowy (1986)
- Symfonia nr 7 „Symfonia trenów” na tenor solo, chór mieszany i orkiestrę (1986)
- Sonata na skrzypce i fortepian nr 2 (1986)
- Kwartet smyczkowy nr 6 (1986)
- Sonata na skrzypce i fortepian nr 3 (1987)

## Dyskografia
Ryszard Bukowski: Mazowsze (na płycie: Soudobá polskaá sborová tvorbá). Wyk. Kühnův smíšený sbor, dyr. Pavel Kühn. Supraphon 1 12 1865 (1976).
Ryszard Bukowski: Three Nocturnes, Concertino, Piano Concerto No. 2, Triple Concerto. Maria Magdalena Janowska-Bukowska (fortepian), Tomasz Woźniak (trąbka), Piotr Robak (kotły). Orkiestra Filharmonii Świętokrzyskiej (Kielce), dyr. Jacek Rogala. DUX 1683 (2020).
Mieczysław Karłowicz – Pieśni, Ryszard Bukowski – instrumentacja. Wyk. Andrzej Hiolski, Orkiestra Filharmonii Opolskiej, dyr. Marek Tracz. Polskie Nagrania Muza SX 1584.